# Wess Johnson
Wesley (Wess) Johnson (Winston-Salem, 13 augustus 1945 – Winston-Salem, 21 september 2009) was een Amerikaanse zanger geboren in North Carolina.

## Loopbaan
Johnson verhuisde naar Italië en leerde daar Dori Ghezzi kennen, met wie hij een succesvol zangduo vormde. In 1973 namen ze deel aan het San Remo Festival met Tu nella mia vita. Ze haalden niet de top 3 maar verkochten wel de meeste platen van alle kandidaten dat jaar. Met Voglio stare con te en Noi due per sempre stelden ze hun populariteit veilig.
In 1974 won het duo de laatste editie van het muzikale televisieprogramma Canzonissima met Un corpo e un'anima, een compositie mede geschreven door Umberto Tozzi.
Ze vertegenwoordigden Italië op het Eurovisiesongfestival 1975 in Stockholm met het lied Era, ze werden derde.
Het succesverhaal liep verder in 1976, toen ze tweede werden in San Remo met Come stai? Con chi sei?. Ze bleven op televisie komen en namen albums op in Italië en in het buitenland.
1956: Franca Raimondi + Tonina Torrielli · 
1957: Nunzio Gallo · 
1958: Domenico Modugno · 
1959: Domenico Modugno · 
1960: Renato Rascel · 
1961: Betty Curtis · 
1962: Claudio Villa · 
1963: Emilio Pericoli · 
1964: Gigliola Cinquetti · 
1965: Bobby Solo · 
1966: Domenico Modugno · 
1967: Claudio Villa · 
1968: Sergio Endrigo · 
1969: Iva Zanicchi · 
1970: Gianni Morandi · 
1971: Massimo Ranieri · 
1972: Nicola di Bari · 
1973: Massimo Ranieri · 
1974: Gigliola Cinquetti · 
1975: Wess & Dori Ghezzi · 
1976: Al Bano & Romina Power · 
1977: Mia Martini · 
1978: Ricchi e Poveri · 
1979: Matia Bazar · 
1980: Alan Sorrenti · 
1983: Riccardo Fogli · 
1984: Alice & Battiato · 
1985: Al Bano & Romina Power · 
1987: Umberto Tozzi & Raf · 
1988: Luca Barbarossa · 
1989: Anna Oxa & Fausto Leali · 
1990: Toto Cutugno · 
1991: Peppino di Capri · 
1992: Mia Martini · 
1993: Enrico Ruggeri · 
1997: Jalisse · 
2011: Raphael Gualazzi · 
2012: Nina Zilli · 
2013: Marco Mengoni · 
2014: Emma Marrone · 
2015: Il Volo · 
2016: Francesca Michielin · 
2017: Francesco Gabbani · 
2018: Ermal Meta & Fabrizio Moro · 
2019: Mahmood · 
2021: Måneskin · 
2022: Mahmood & Blanco · 
2023: Marco Mengoni · 
2024: Angelina Mango · 
2025: Lucio Corsi